# 白鐵余
白铁余（7世纪？—683年），唐朝绥州步落稽。民变领袖。
他把铜佛埋在地下，时间久了，上面长了草，白铁余就欺骗同乡人：“我在这里几次看见佛光。”于是聚集众人挖出铜佛，他说：“得见圣佛的人，百病都会好。”白铁余把铜佛盛到几十层不同颜色的口袋，数年间，他的信徒越来越多，于是谋反。他占据城平县，自称光明圣皇帝，进攻绥德、大斌二县，杀人放火。唐高宗派遣右武卫将军程务挺与夏州都督王方翼讨伐他们。永淳二年（683年）四月廿七，程务挺与王方翼擒获白铁余，平定叛乱。